# Amber Arcades
Amber Arcades, artiestennaam van Annelotte de Graaf (Utrecht, 15 december 1988), is een Nederlands singer-songwriter en indiemuzikante.

## Biografie
De Graaf doorliep het gymnasium en studeerde af in rechten. In het dagelijks leven werkte ze bij de Immigratie- en Naturalisatiedienst.
Ze begon zich pas intensief met muziek bezig te houden nadat ze op uitwisseling naar Philadelphia in een bluegrassbandje speelde. In 2015 trok ze naar een studio in New York voor de opname van een album. Het album Fading Lines werd later uitgegeven door het Britse label Heavenly Recordings en kreeg vooral in het Verenigd Koninkrijk recensies. Bij 3FM werd het album de Megahit van week 26 van 2016. Hierna ging ze met een gelijknamige liveband op tournee in Nederland, het Verenigd Koninkrijk en de Verenigde Staten. Amber Arcades speelde in 2016 onder meer op Eurosonic Noorderslag en Into The Great Wide Open. In de Verenigde Staten speelde ze in het voorprogramma van Nada Surf.

## Discografie
- Amber Arcades EP (2013)
- Patiently EP (2015)
- Fading Lines (Heavenly Recordings, 2016)
- Cannonball EP (Heavenly Recordings, 2017)
- European Heartbreak (2018)